# Токинське сільське поселення
Токи́нське сільське поселення (рос. Токинское сельское поселение) — сільське поселення у складі Ванінського району Хабаровського краю Росії.
Адміністративний центр та єдиний населений пункт — селище Токі.

## Населення
Населення сільського поселення становить 2143 особи (2019; 2505 у 2010, 2661 у 2002).